# Plutonium 238
table
Le plutonium 238, noté 238Pu, est l'isotope du plutonium dont le nombre de masse est égal à 238 : son noyau atomique compte 94 protons et 144 neutrons avec un spin 0+ pour une masse atomique de 238,049 56 g/mol. Il est caractérisé par un excès de masse de 46 163 keV et une énergie de liaison nucléaire par nucléon de 7 568,36 keV. Un gramme de plutonium 238 présente une radioactivité α de 633,2 GBq.
Durant les années 1960 et 1970, les scientifiques du Laboratoire américain de Los Alamos ont mis au point une utilisation du plutonium 238 pour fournir l'énergie nécessaire à des pacemakers.

## Propriétés nucléaires
Le plutonium 238 donne de l'uranium 234 par désintégration α avec une énergie de désintégration de 5,593 MeV, une puissance spécifique d'environ 567 W/kg et une période radioactive de 87,75 ans :
238
94Pu {\displaystyle \mathrm {\xrightarrow[{87,75\ ans}]{\alpha \ 5,593\ MeV}} } 234
92U.
Il appartient ainsi à la même famille de désintégration que l'uranium 238.
Le 234U donne ensuite, à son tour, du thorium 230 par désintégration α avec une période de 245 500 ans, donc à un rythme relatif extrêmement faible. L'essentiel de la radioactivité du plutonium 238 correspond donc à la désintégration de cet élément.
Le 238Pu est donc un puissant émetteur de rayonnement α, ce qui en fait l'isotope de loin le plus utilisé dans les générateurs de chaleur et les générateurs thermoélectriques à radioisotopes qui alimentent les sondes spatiales et les équipements de haute technologie requérant une source d'énergie fiable sans maintenance (typiquement les dispositifs sous-marins de renseignement militaire) ; l'usage de polonium 210 à cette fin a été abandonné, malgré sa puissance, en raison de sa trop brève durée de vie.

## Utilisation spatiale dans les RTG

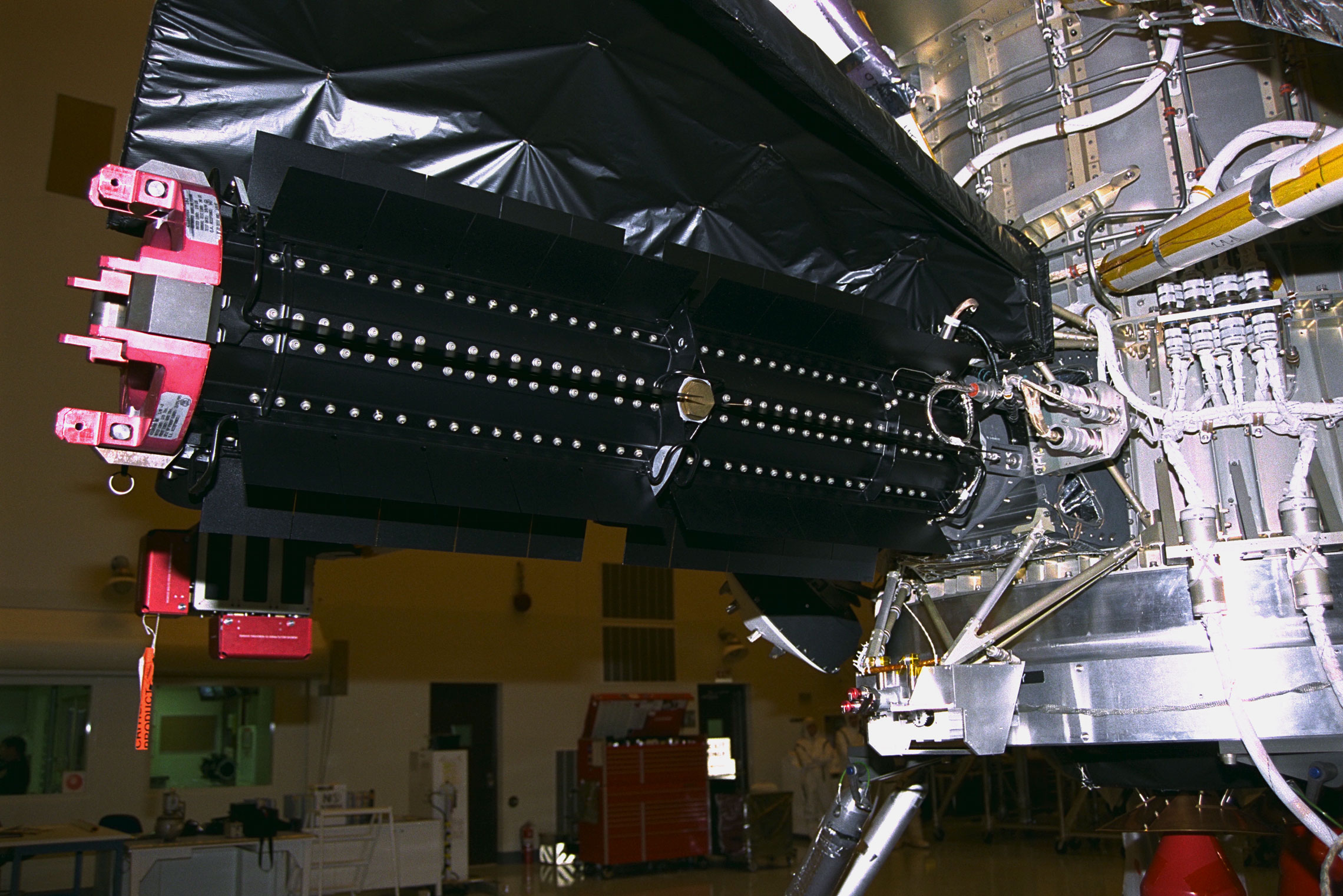
RTG de Cassini. La mission de la sonde Cassini était initialement de onze ans, d'octobre 1997 à juin 2008. Elle a pu être étendue une première fois jusqu'en 2010, puis une seconde fois jusqu'en 2017, grâce à la bonne durée de vie de ses RTG.

Les sondes spatiales destinées à explorer les planètes lointaines ne peuvent pas dépendre de panneaux solaires : ces sondes sont donc équipées de générateurs à radioisotope afin de prendre le relais des panneaux solaires au-delà de l'orbite de Mars, comme les sondes Pioneer 10, Pioneer 11, Voyager 1, Voyager 2, Galileo, Ulysses, Cassini-Huygens, ou encore New Horizons. Ces générateurs permettent également aux robots déposés en surface des planètes de fonctionner la nuit, lorsque les panneaux solaires sont dans l'obscurité : les six Apollo Lunar Surface Experiments Packages déposés sur la Lune utilisent des GTR, tout comme les deux sondes martiennes Viking 1 et 2 et le rover Mars Science Laboratory.
La puissance thermique Pth générée par le plutonium 238 décroît à partir de la puissance initiale Pth0 en fonction du temps t écoulé, exprimé en années, à raison de : Pth( t ) = Pth0 × 0,5 ( t  ⁄  87,75 ) ; ce qui signifie qu'elle perd 1 – 0,5 ( 1  ⁄  87,75 ) = 0,787 % de puissance thermique par an. Dans le cas, par exemple, des sondes du programme Voyager, lancées en 1977, la puissance initiale des générateurs était de 470 W, et ne devait plus être 23 ans plus tard, en 2001, que de 392 W. Cependant :
- compte tenu de la diminution de la chaleur produite par les éléments chauffant en oxyde de plutonium, la température de ceux-ci diminue (ainsi d'ailleurs que celle du radiateur) ;
- le rendement de conversion des thermocouples bimétalliques convertissant en différence de potentiel le gradient de température généré par la désintégration du plutonium 238 diminue ; le rendement de conversion est sensiblement proportionnel à l'écart de température entre les points chauds et points froids des thermocouples, lequel est proportionnel à la puissance thermique qui diminue ;
- en outre, un vieillissement des thermocouples se produit.

C'est ainsi que la puissance observée des générateurs de Voyager 1 et Voyager 2 en 2001 n'était plus respectivement que de 315 W et 319 W.
La variation de puissance électrique relative est ainsi grossièrement proportionnelle au carré de la puissance thermique produite :
- ( ( 315 + 319 )  ⁄  2)  ⁄  470 = 317  ⁄  470 = 0,6745
- ( 392  ⁄  470 ) 2 = 0,6953
- le faible écart restant correspondant au vieillissement des thermocouples.

On peut voir ainsi que la puissance électrique délivrée Pe varie comme : Pe( t ) = Pe0 × 0,5 ( 2 t  ⁄  87,75 ) ; ce qui revient à dire que tout se passe comme si la période du radioisotope était divisée par 2.
On peut également dire que les thermocouples fonctionnaient à 80 % de leur rendement nominal.
La mission New Horizons, lancée le 19 janvier 2006 pour atteindre Pluton le 14 juillet 2015, emporte près de 8 kg de plutonium 238 dans son RTG, qui fournissait une puissance électrique de l'ordre de 240 W au lancement, contre environ 190 W prévus à destination, soit environ 9,5 ans après.

## Histoire
Le plutonium 238 est le premier isotope du plutonium à avoir été synthétisé par l'équipe de Glenn Seaborg en 1941 par bombardement d'uranium 238 par des ions deutérium D+ :
2
1D + 238
92U ⟶ 240
93Np* ⟶ 2 1
0n + ( 238
93Np ⟶ 238
94Pu + e− + νe).

## Production

### Principe physique
On le produit par capture neutronique en irradiant du neptunium 237 isolé lors du traitement du combustible nucléaire usé : pour fixer les idées, 100 kg de combustible pour réacteur à eau légère irradié pendant trois ans ne contient que 700 g de neptunium 237, qui doit d'abord être purifié avant irradiation pour produire le plutonium 238, lequel doit ensuite être à son tour purifié en solution avant de pouvoir être utilisé sous forme de dioxyde de plutonium 238PuO2 :
1
0n + 237
93Np ⟶ 238
93Np {\displaystyle \mathrm {\xrightarrow[{2,117\ jours}]{\beta ^{-}\ 1,292\ MeV}} } 238
94Pu.

### Réacteur nucléaire
Du plutonium 238 est également produit au sein des réacteurs nucléaires à la suite de capture neutronique successive sur l'uranium 235 et l'uranium 238 suivi de désintégration β− et/ou désintégration α.

### Situation mondiale
Les États-Unis ont produit du plutonium 238 sur le site de Savannah River jusqu'à la fermeture de ce dernier en 1988. Le stock résiduel de plutonium 238 a pu alimenter la consommation américaines jusqu'en 1993, date à laquelle les États-Unis se sont approvisionnés en Russie. Face à la demande en hausse de la NASA pour alimenter plusieurs projets dont les différents rovers martiens et à des retards de livraison de la Russie, le département de l'énergie américain a relancé la production de 238Pu d'abord en très petite quantités en 2013, puis jusqu'à 50g en 2015 via un réacteur de recherche du laboratoire national d'Oak Ridge,.